# Zapasy na Letnich Igrzyskach Olimpijskich 1984 – kategoria do 57 kg w stylu wolnym
Zmagania mężczyzn do 57 kg to jedna z dziesięciu męskich konkurencji w zapasach w stylu wolnym rozgrywanych podczas Letnich Igrzysk Olimpijskich 1984. Pojedynki w tej kategorii wagowej odbyły się w dniach 9 – 11 sierpnia.

## Klasyfikacja[1]
| Pozycja | Nazwisko            | Kraj              |
| ------- | ------------------- | ----------------- |
| 1       | Hideaki Tomiyama    | Japonia           |
| 2       | Barry Davis         | Stany Zjednoczone |
| 3       | Kim Ui-gon          | Korea Południowa  |
| 4       | Orlando Cáceres     | Portoryko         |
| 5       | Rohtas Singh        | Indie             |
| 6       | Zoran Šorov         | Jugosławia        |
| 7       | Guanbunima          | Chiny             |
| 8       | İbrahim Akgül       | Turcja            |
| 9       | Brian Aspen         | Wielka Brytania   |
| 10      | Graeme Hawkins      | Nowa Zelandia     |
| 11      | Marwan Suhail Aboud | Irak              |
| .       | Lawrence Holmes     | Kanada            |
| 13      | Saúl Leslie         | Panama            |
| 14      | Simon N'Kondag      | Kamerun           |
| .       | Miguel Ángel García | Hiszpania         |
| .       | Servio Severino     | Dominikana        |

## Zasady[2]
Uczestnicy zostali podzieleni na dwie grupy. Zawodnik który przegrał dwie walki odpadł z dalszej rywalizacji.
- TF — Łopatki
- SP — Przewaga (8-11 punktów różnicy, pokonany zdobył punkty)
- ST — Przewaga (12 punktów różnicy, przewaga techniczna)
- PP — Na punkty (1-7 punktów różnicy, pokonany zdobył punkty)
- PA — Kontuzja
- DNA — Rezygnacja

## Wyniki

### Rundy eliminacyjne

#### Grupa A
| Przegrane | Zawodnik            | Wynik      | Czas/Punkty | Zawodnik         | Przegrane |         |
| Runda 1   | Runda 1             | Runda 1    | Runda 1     | Runda 1          | Runda 1   | Runda 1 |
| --------- | ------------------- | ---------- | ----------- | ---------------- | --------- | ------- |
| 1         | Marwan Suhail Aboud | 1-3 PP     | 2-5         | Brian Aspen      | 0         |         |
| 1         | İbrahim Akgül       | 0-4 TF     | 6:00        | Hideaki Tomiyama | 0         |         |
| 0         | Orlando Cáceres     | 3.5-0.5 SP | 14-4        | Saúl Leslie      | 1         |         |
| 1         | Simon N'Kondag      | 0-4 TF     | 1:03        | Rohtas Singh     | 0         |         |
| Runda 2   |                     |            |             |                  |           |         |
| 2         | Marwan Suhail Aboud | 0-4 ST     | 0-12        | İbrahim Akgül    | 1         |         |
| 1         | Brian Aspen         | 0-4 TF     | 3:51        | Hideaki Tomiyama | 0         |         |
| 0         | Orlando Cáceres     | 4-0 TF     | 1:04        | Simon N'Kondag   | 2         |         |
| 2         | Saúl Leslie         | 0-4 ST     | 0-12        | Rohtas Singh     | 0         |         |
| Runda 3   |                     |            |             |                  |           |         |
| 1         | Brian Aspen         | 3-1 PP     | 8-5         | İbrahim Akgül    | 2         |         |
| 0         | Hideaki Tomiyama    | 3.5-0.5 SP | 11-3        | Orlando Cáceres  | 1         |         |
| 0         | Rohtas Singh        |            |             | Bez walki        |           |         |
| Runda 4   |                     |            |             |                  |           |         |
| 1         | Rohtas Singh        | 0-4 TF     | 2:19        | Hideaki Tomiyama | 0         |         |
| 2         | Brian Aspen         | 0-4 PA     |             | Orlando Cáceres  | 1         |         |
| Finał     |                     |            |             |                  |           |         |
|           | Hideaki Tomiyama    | 3.5-0.5 SP | 11-3        | Orlando Cáceres  |           |         |
|           | Rohtas Singh        | 0-4 TF     | 2:19        | Hideaki Tomiyama |           |         |
|           | Orlando Cáceres     | 3.5-0.5 SP | 12-4        | Rohtas Singh     |           |         |

#### Klasyfikacja
| Zawodnik            | Przegrane | Runda | Punktacja | Finał |
| ------------------- | --------- | ----- | --------- | ----- |
| Hideaki Tomiyama    | 0         | -     | 15.5      | 7.5   |
| Orlando Cáceres     | 1         | -     | 12        | 4     |
| Rohtas Singh        | 1         | -     | 8         | 0.5   |
| Brian Aspen         | 2         | 4     | 6         |       |
| İbrahim Akgül       | 2         | 3     | 5         |       |
| Marwan Suhail Aboud | 2         | 2     | 1         |       |
| Saúl Leslie         | 2         | 2     | 0.5       |       |
| Simon N'Kondag      | 2         | 2     | 0         |       |

#### Grupa B
| Przegrane | Zawodnik            | Wynik      | Czas/Punkty | Zawodnik            | Przegrane |         |
| Runda 1   | Runda 1             | Runda 1    | Runda 1     | Runda 1             | Runda 1   | Runda 1 |
| --------- | ------------------- | ---------- | ----------- | ------------------- | --------- | ------- |
| 0         | Graeme Hawkins      | 4-0 TF     | 1:35        | Miguel Ángel García | 1         |         |
| 0         | Barry Davis         | 4-0 ST     | 24-10       | Guanbunima          | 1         |         |
| 1         | Servio Severino     | 0-4 ST     | 5-17        | Zoran Šorov         | 0         |         |
| 1         | Lawrence Holmes     | 0-4 ST     | 1-13        | Kim Ui-gon          | 0         |         |
| Runda 2   |                     |            |             |                     |           |         |
| 1         | Graeme Hawkins      | 0-4 ST     | 0-12        | Barry Davis         | 0         |         |
| 2         | Miguel Ángel García | 0-4 ST     | 0-12        | Guanbunima          | 1         |         |
| 0         | Zoran Šorov         | 3-1 PP     | 8-3         | Lawrence Holmes     | 2         |         |
| 0         | Kim Ui-gon          |            |             | Bez walki           |           |         |
| 1         | Servio Severino     |            |             | DNA                 |           |         |
| Runda 3   |                     |            |             |                     |           |         |
| 1         | Kim Ui-gon          | 0.5-3.5 SP | 1-9         | Barry Davis         | 0         |         |
| 2         | Graeme Hawkins      | 0-4 ST     | 3-15        | Guanbunima          | 1         |         |
| 0         | Zoran Šorov         |            |             | Bez walki           |           |         |
| Runda 4   |                     |            |             |                     |           |         |
| 1         | Zoran Šorov         | 1-3 PP     | 4-6         | Barry Davis         | 0         |         |
| 1         | Kim Ui-gon          | 4-0 ST     | 12-0        | Guanbunima          | 2         |         |
| Finał     |                     |            |             |                     |           |         |
|           | Kim Ui-gon          | 0.5-3.5 SP | 1-9         | Barry Davis         |           |         |
|           | Zoran Šorov         | 1-3 PP     | 4-6         | Barry Davis         |           |         |
|           | Zoran Šorov         | 0.5-3.5 SP | 2-10        | Kim Ui-gon          |           |         |

#### Klasyfikacja
| Zawodnik            | Przegrane | Runda | Punktacja | Finał |
| ------------------- | --------- | ----- | --------- | ----- |
| Barry Davis         | 0         | -     | 14.5      | 6.5   |
| Kim Ui-gon          | 1         | -     | 8.5       | 4     |
| Zoran Šorov         | 1         | -     | 8         | 1.5   |
| Guanbunima          | 2         | 4     | 8         |       |
| Graeme Hawkins      | 2         | 3     | 4         |       |
| Lawrence Holmes     | 2         | 2     | 1         |       |
| Miguel Ángel García | 2         | 2     | 0         |       |
| Servio Severino     | 1         | 1     | 0         |       |

### Runda finałowa[13]
| Zawodnik         | Wynik           | Czas/Punkty     | Zawodnik        |                 |
| O piąte miejsce  | O piąte miejsce | O piąte miejsce | O piąte miejsce | O piąte miejsce |
| ---------------- | --------------- | --------------- | --------------- | --------------- |
| Rohtas Singh     | 3-1 PP          | 3-2             | Zoran Šorov     |                 |
| O brązowy medal  |                 |                 |                 |                 |
| Orlando Cáceres  | 1-3 PP          | 4-7             | Kim Ui-gon      |                 |
| Finał            |                 |                 |                 |                 |
| Hideaki Tomiyama | 3-1 PP          | 8-3             | Barry Davis     |                 |